# Kristian Zahrtmann

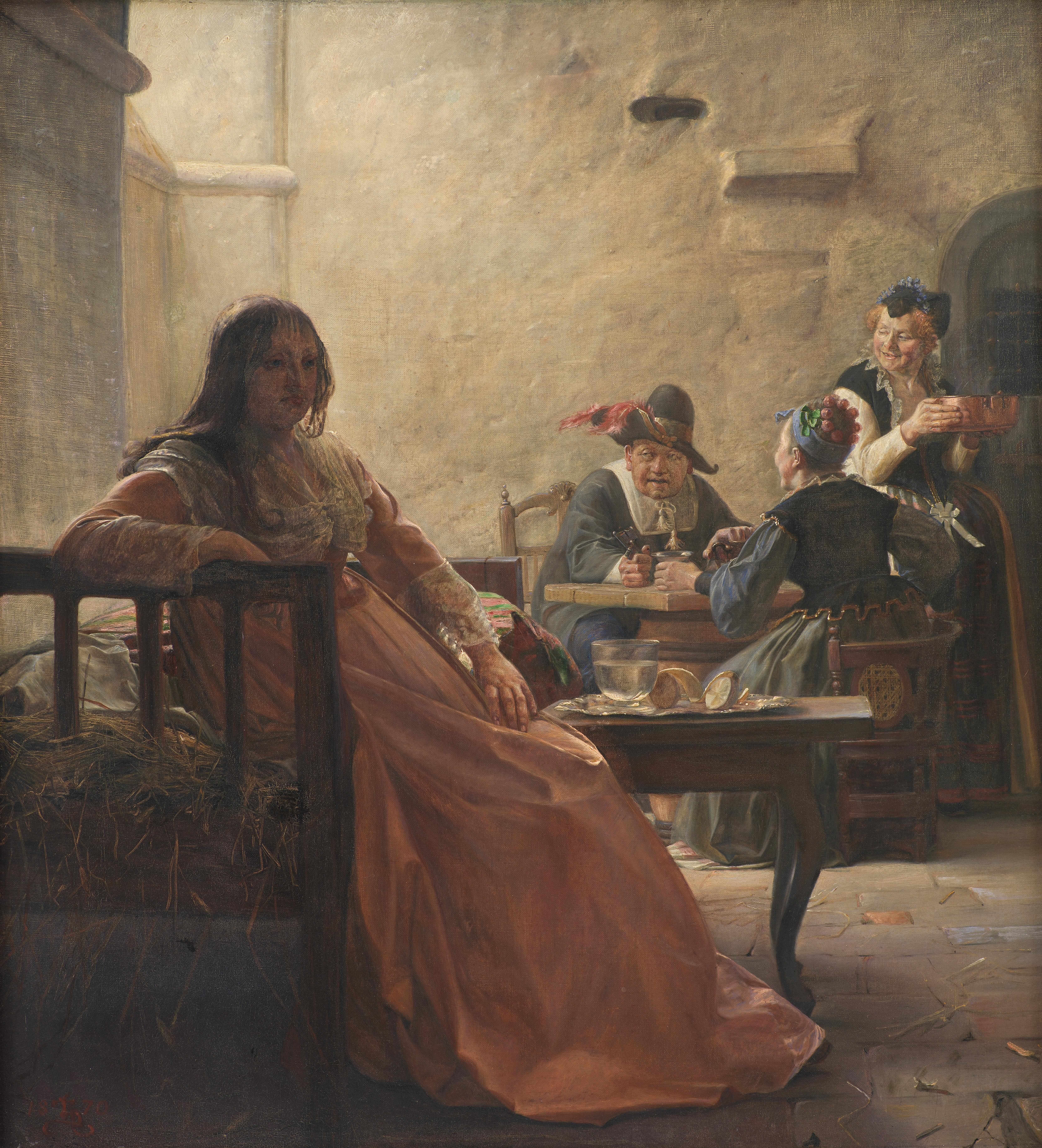
Leonora Christina i fængslet eller Slotsfogden skæmter med Kvinderne i den nylig fængslede Kongedatters Kammer på Blaataarn, 1870.

Peder Henrik Kristian Zahrtmann, född den 31 mars 1843 i Rønne på Bornholm, död den 22 juni 1917 på Frederiksberg i Köpenhamn, var en dansk målare.

## Biografi
Zahrtmann blev student 1862 och började sina konststudier vid Københavns Tekniske Skole och var 1864–1868 elev vid Det Kongelige Danske Kunstakademi i Köpenhamn. Åren 1884–1908 var han lärare på Kunstnernes Frie Studieskoler, som var ett statligt stöttat alternativ till det mer konservativa Kunstakademiet. Skolan, och inte minst Kristian Zahrtmann själv, hade stor betydelse för utvecklingen av den moderna konsten i Danmark. Hans egen kurs utvecklades till en egen enhet inom skolan, allmänt kallad Zahrtmanns skole.
År 1869 ställde Zahrtmann ut porträtt och blomsterstycken, och 1871 målade han sin första bild ur Leonora Christinas levnad, som sedan under årens lopp följdes av flera: Leonora Christina i fängelset, i slottsparken, i Maribo kloster, Leonora Kristina avklädes och undersökes, Leonora Kristina lämnar fängelset. Några av dessa finns i flera varianter. 14 stora teckningar av motiven utkom i reproduktion 1887–1899 med originalteckningarna i Hirschsprungs museum. 
Andra målningar med danska historiska motiv, oftast intimt och originellt uppfattade, är Kristian II och mor Sigbrit genomgår räkenskaper (1893), två olika scener från Kristian VI:s hov med kungen, drottningen och Struensee som huvudpersoner (1873 och 1881), Drottning Sofia Amalias död (1882) och Struensee och Karolina Matilda vid drottningens lik (1910). År 1888 deltog Zahrtmann i en tävling om att måla en väggmålning i universitetets festsal med motivet Studenterna tågar ut till Köpenhamns försvar 1658. Målningen antogs ej, då målaren ej följt programmet – den ägde likväl avgjort monumental hållning. 
Andra figurbilder av sinsemellan mycket olika karaktär är Julia och amman (1881), Salomo i samtal med drottningen av Saba (1886), Job och hans vänner (samma år), Det var en gång (en kung och en drottning, ett groteskt par i bondeberättelsestil, på sin tron, 1887), Lady Macbeth (1900), Adam och Eva i paradiset (1902), Prometeus fängslad (1904), Susanna (en ung naken kvinna, som spatserar på händerna i en trädgård, 1907), Kristusbarnet tillbedes (med bakgrund av herrar och damer i 1700-talsdräkt på en balkong, 1911), Mjölkprovet (1600-talsmotiv, 1912), Freden (symbolistisk komposition, 1914), I ormgården (1915), Nasaret (1917). Självporträtt målade han flera (1867 och senare).
Med stipendium från akademien hade Zahrtmann vistats i Italien 1875–1878. Han återvände dit 1882 och därefter nästan varje år samt fick ett andra hem i den lilla staden Civita d'Antino, där han slutligen blev hedersmedborgare. Han målade en mängd motiv från Italien, En sabinska vaggar sitt barn (1880), Kvinnor, som bär kalk (1883), Familjens stolthet (man beundrar grisen, 1907) med flera, typer, vardagsgenrer, stadsmotiv, landskapsstämningar, kyrkliga fester. Zahrtmann är rikt representerad i danska museer; många av de här nämnda målningarna finns i konstmuseet och i Hirschsprungs museum. Nationalmuseum i Stockholm äger Italienska bönder (1905), hos Göteborgs konstmuseum finns Vid kyrkporten (1893) och Nattstämning (en ung kvinna sitter förgråten i sin säng i starkt lampsken, 1899).
| ”                                       | Hans alstringsförmåga var flödande rik, liksom hans förråd af idéer och uppslag tycktes vara outtömligt. Z. hade börjat som en fin och nykter karaktärsskildrare. Hans glansskede var under 1870- och 1880-talen, då hans starka temperament fullt trängt igenom och hans bilders form och innehåll sammansmälte till ett oskiljbart helt. I de historiska skildringarna är uppfattningen af tidskaraktären liksom af personerna i högsta grad träffsäker och ofta genialiskt inträngande. Han egde därtill en djärf och frisk koloristisk fantasi, och i hans bästa verk spela belysningens och färgens poesi och patos en stor roll (exempelvis i mästerverket Leonora Kristina sitter vakande i sin säng i fängelset, Hirschsprungs museums exemplar). Med åren togo hans excentriska lynne och hans smak för paradoxer ibland öfverhand; hans ämnen kunde väcka undran och förargelse, och färgen blef karamellgrann i sin brokighet - hans målningar kunde då visa 'mera maner och rutin än skarpsyn och iakttagelse'. I sin samtida danska konst intog han en plats för sig. Med de officiella kretsarna stod han ej i någon beröring. Han var med om att stifta den fria utställningen 1891 och hade då sedan 1884 ledt en af de fria skolorna. Lärjungar strömmade till honom - äfven från Sverige, Norge och Finland -, och han påverkade i betydande mån det koloristiska sinnets utveckling hos ungdomen. | „ |
| – Georg Nordensvan i Nordisk Familjebok | |   |

## Bildgalleri

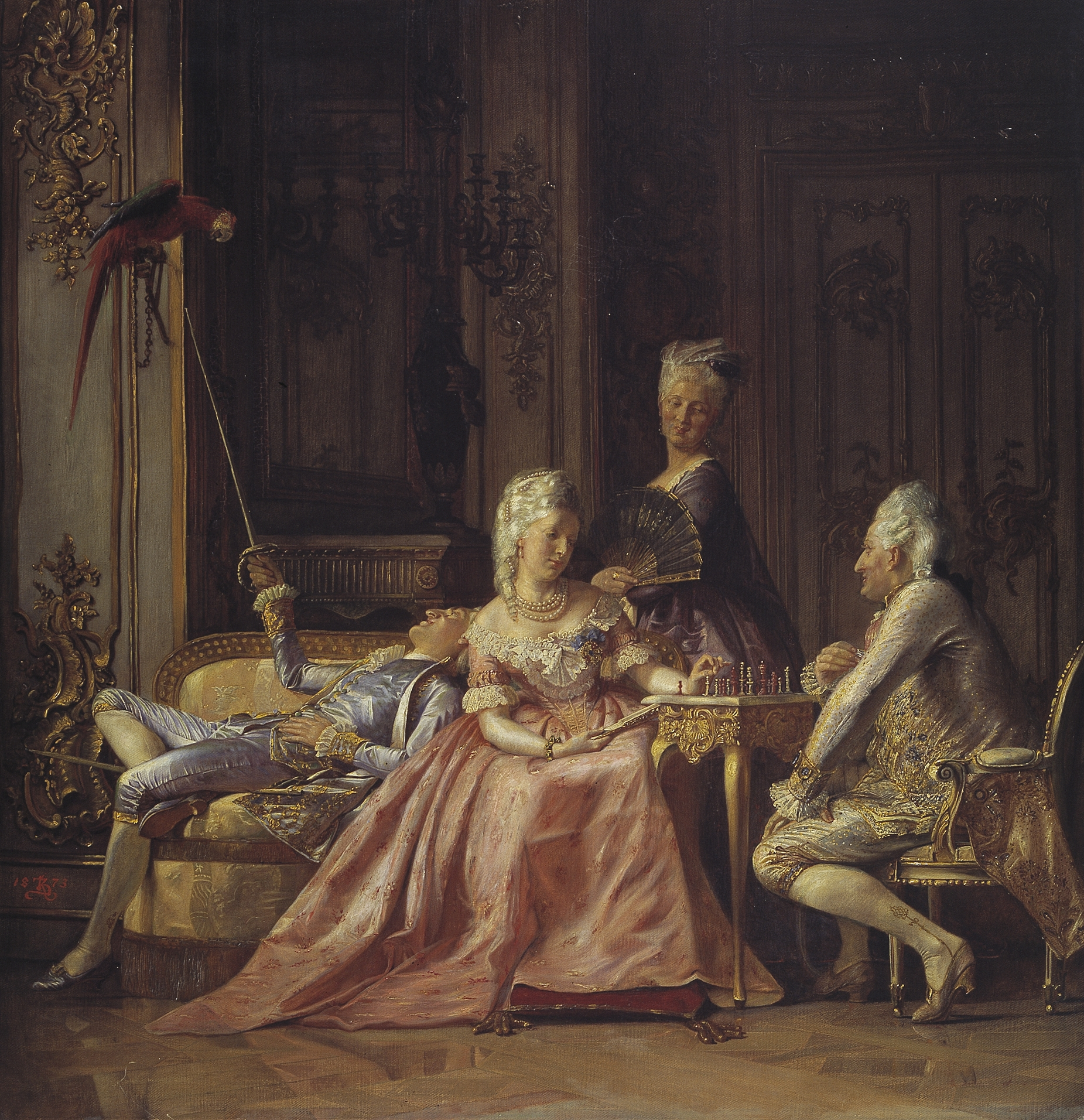
Scene från Kristian VII:s hov, 1873
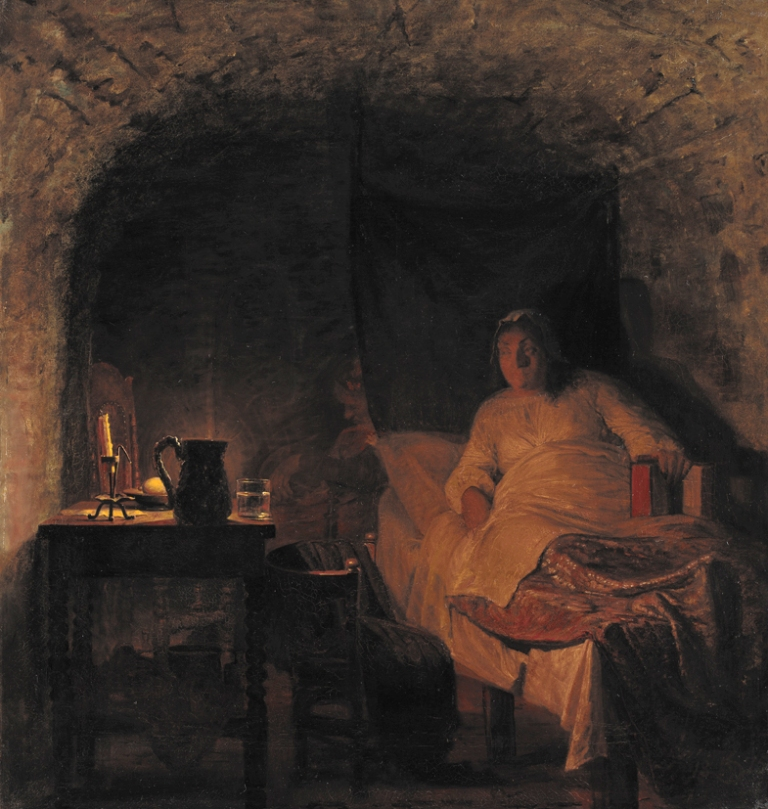
Leonora Christina i fængslet, 1875
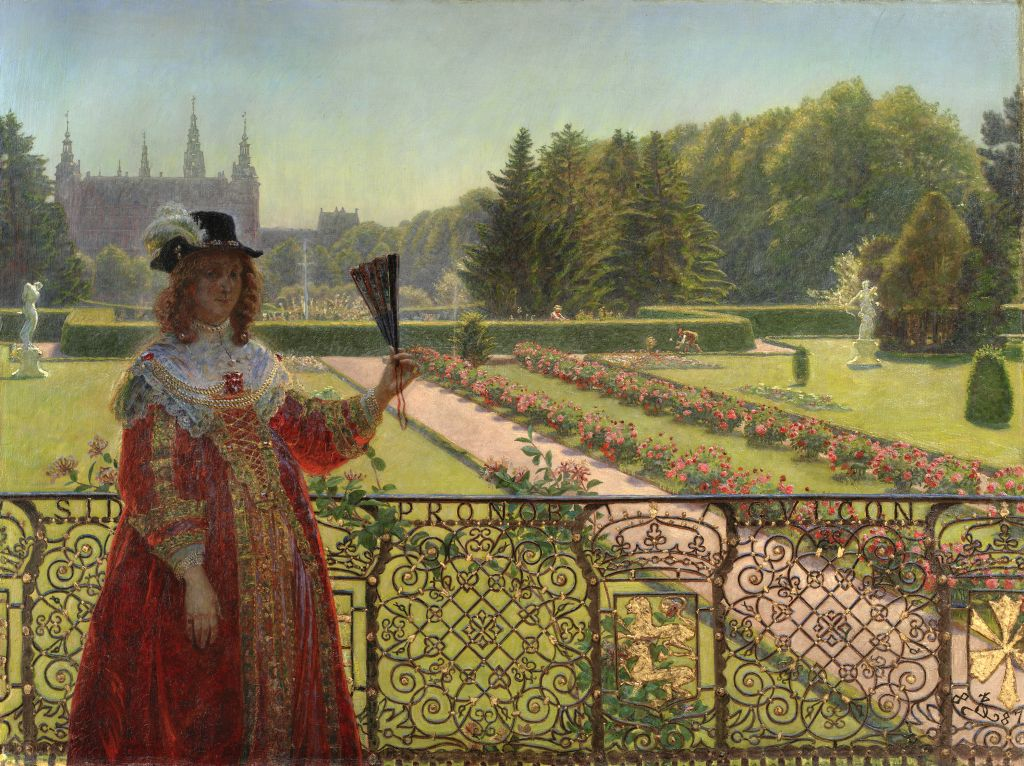
Leonora Christina i Frederiksborg slotshave, 1887
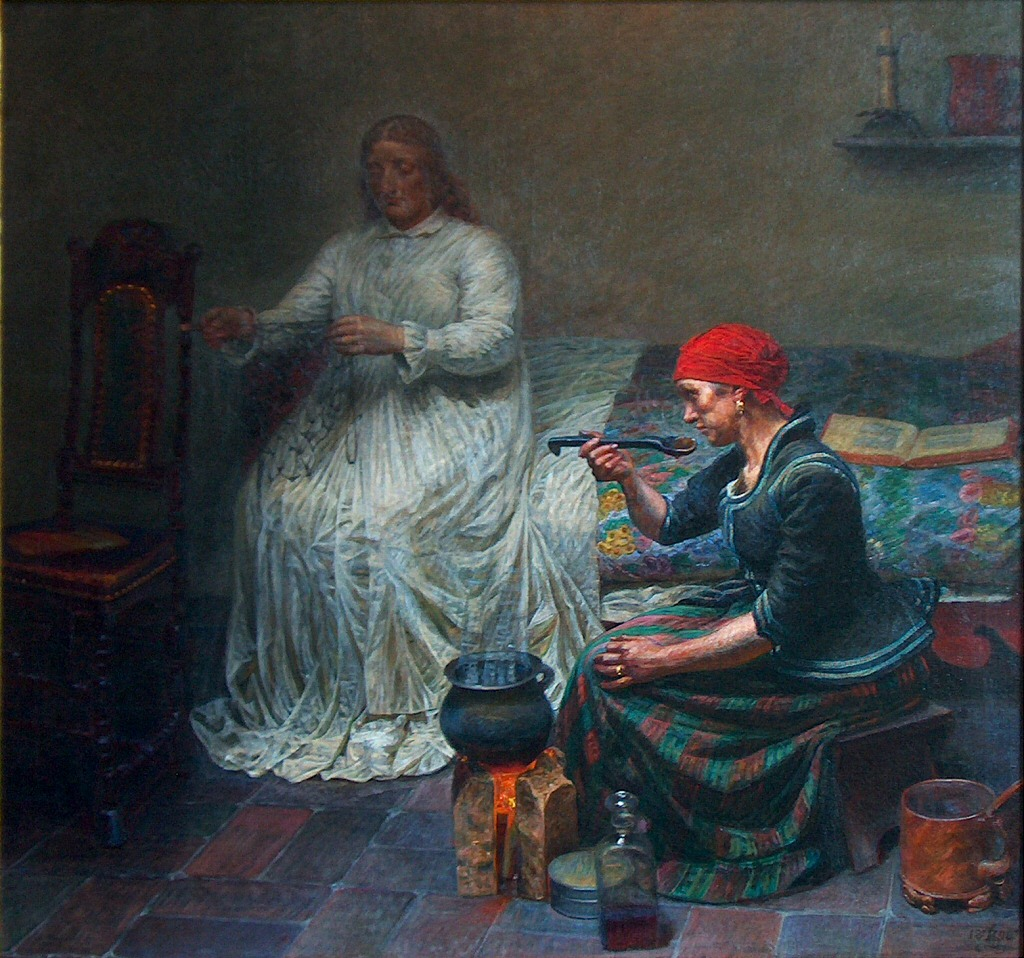
Leonora Christina i Blåtårn, Kvinde laver sig et øllebrød, 1896
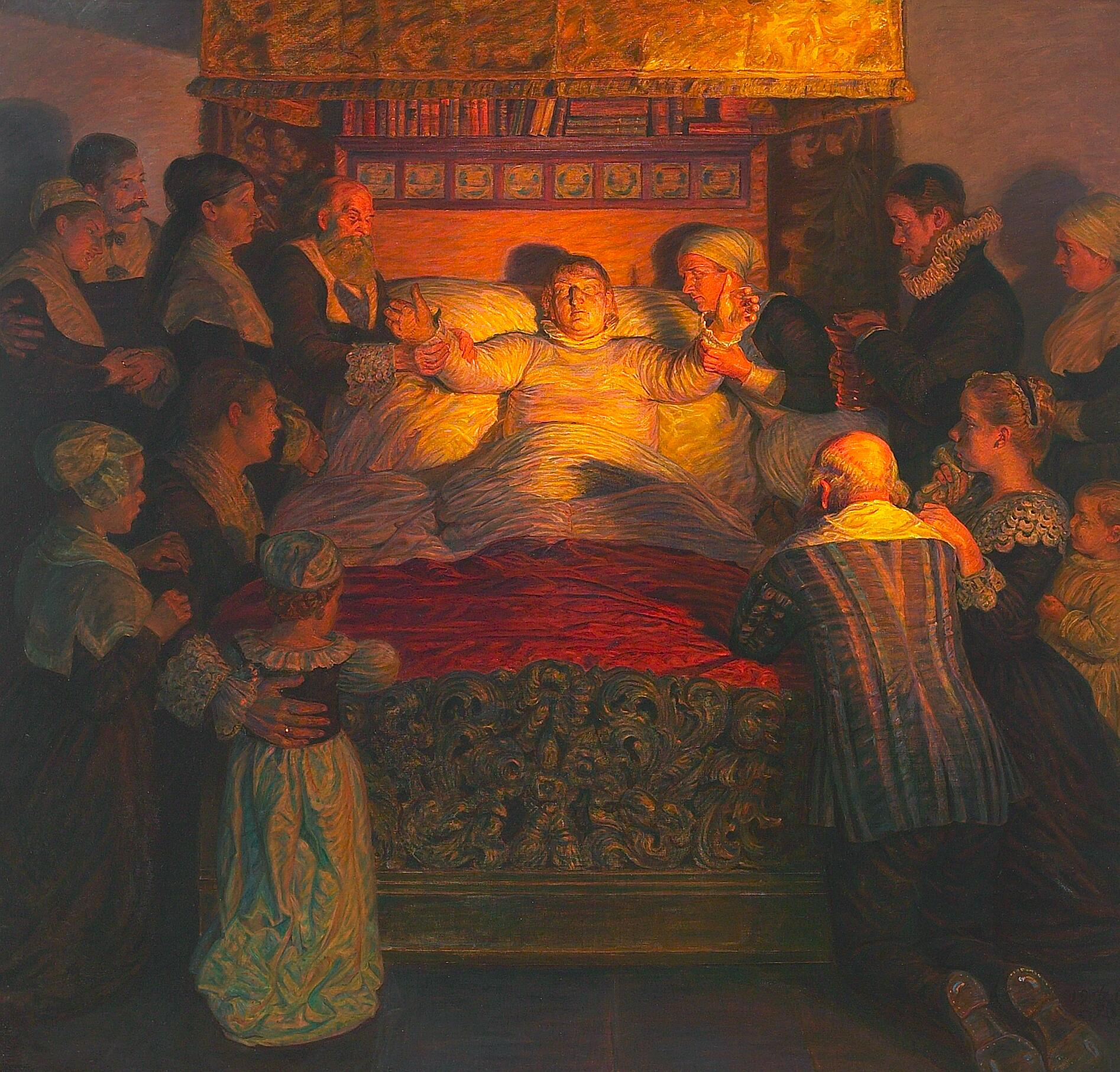
Leonora Christinas død, 1901
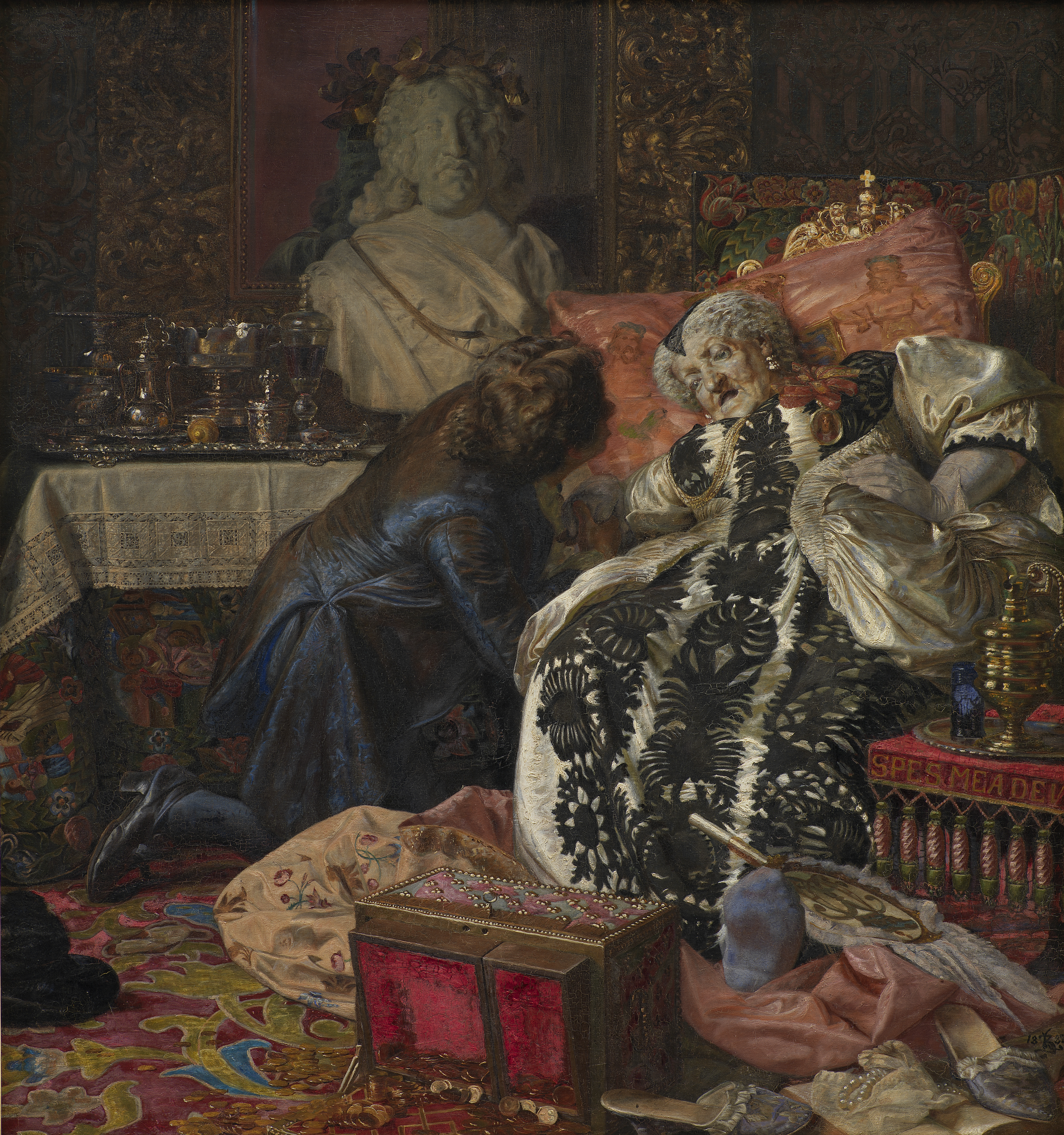
Dronning Sophie Amalies død, 1882
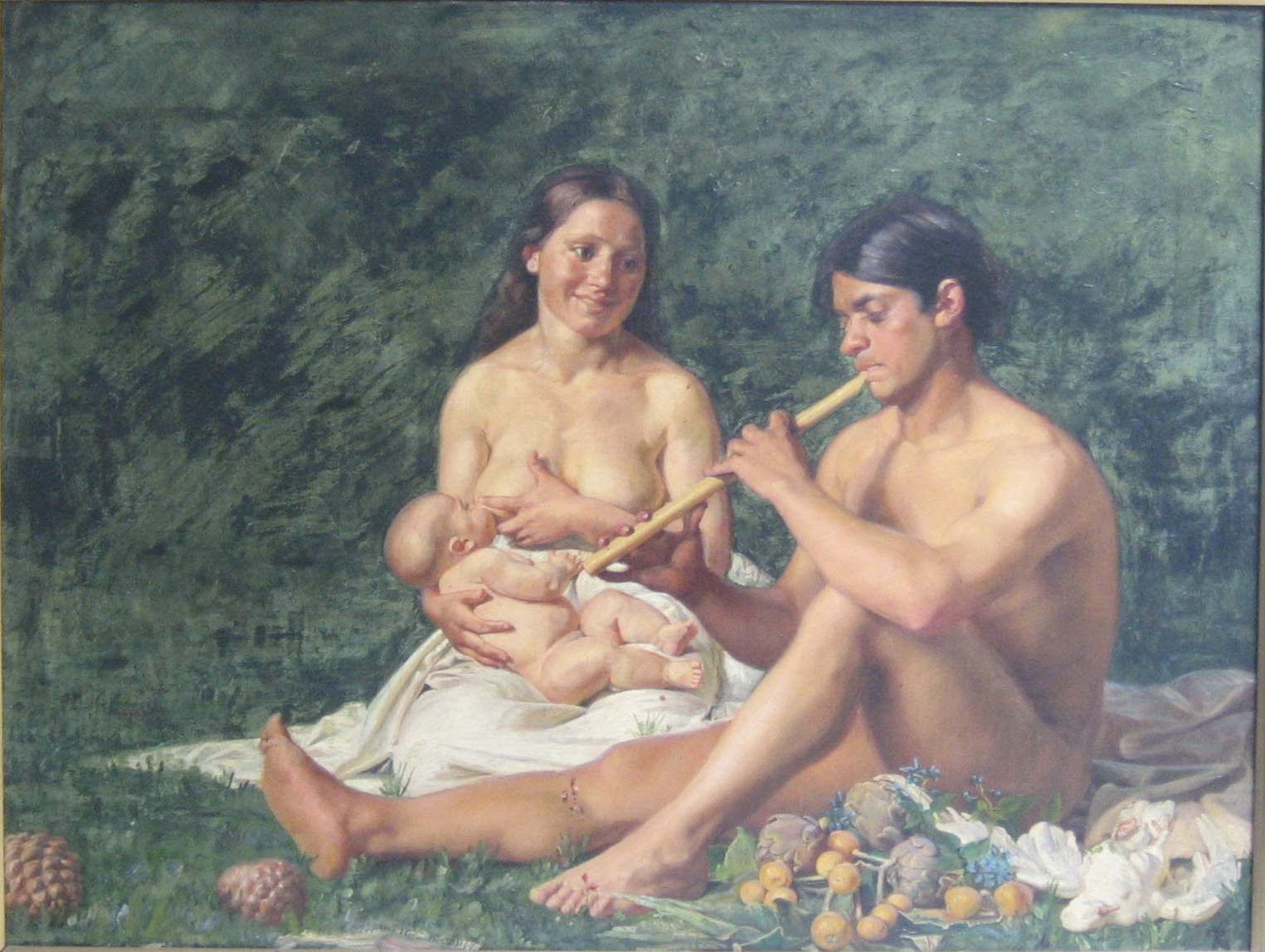
Jubal med familj
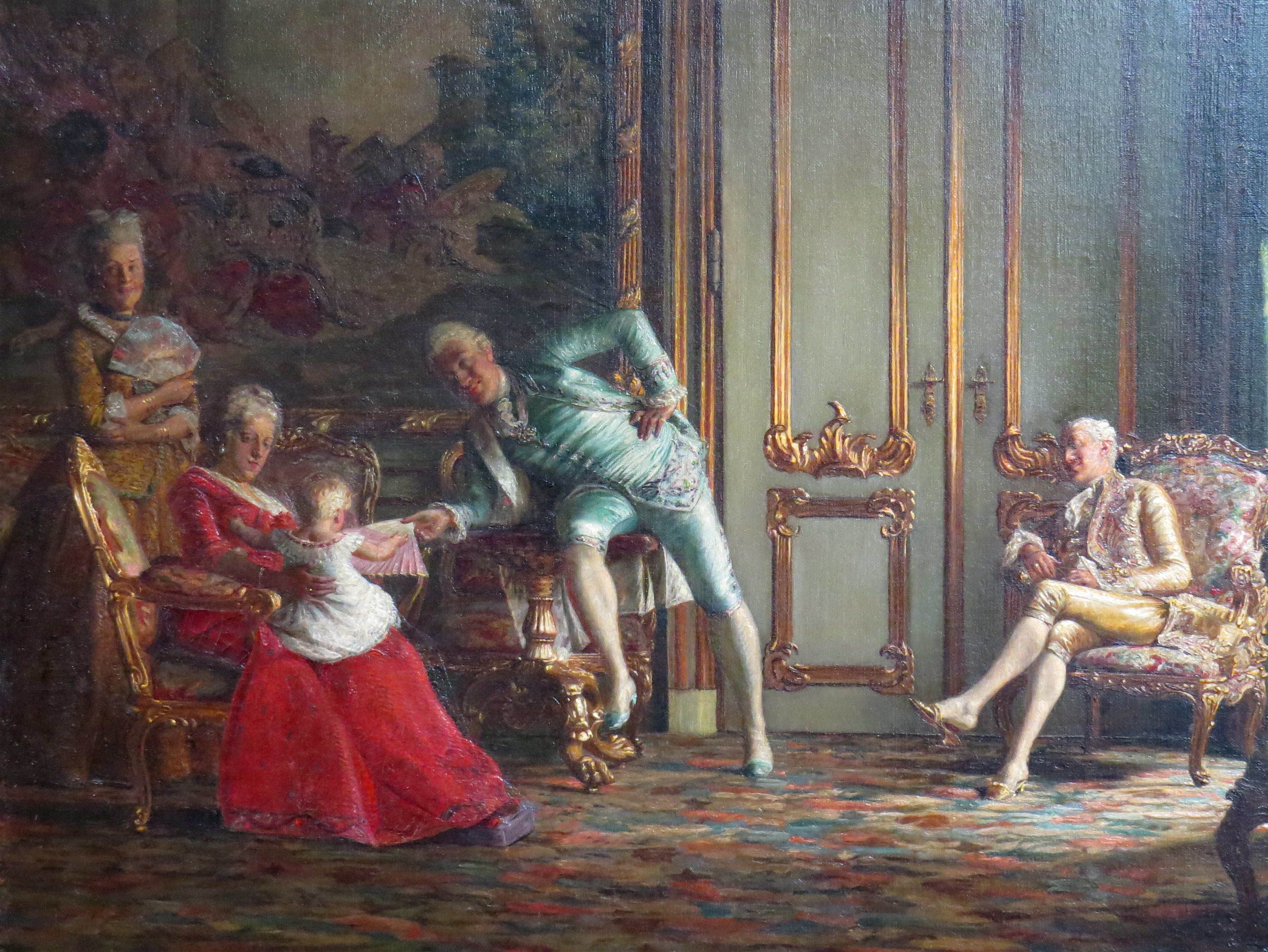
Interiör från Kristian VII:s hov
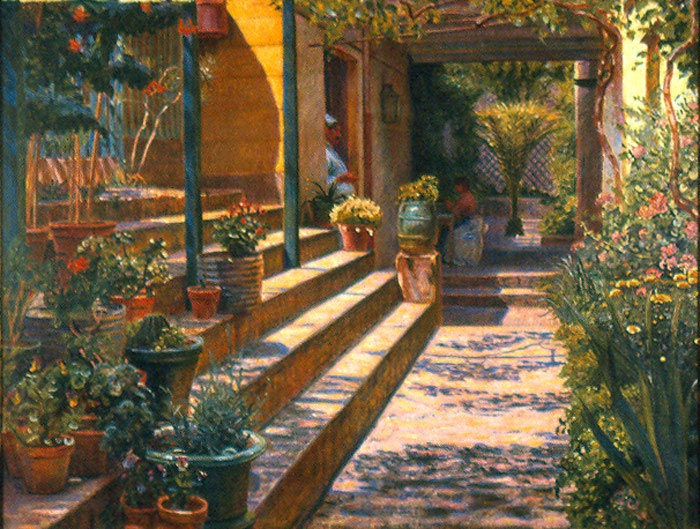
Kökstrappa